# A Sun Came
A Sun Came è il primo album in studio del musicista e cantautore statunitense Sufjan Stevens, pubblicato nel 2000.

## Tracce
1. We Are What You Say – 5:20
2. A Winner Needs a Wand – 5:44
3. Rake – 2:48
4. Siamese Twins – 0:15
5. Demetrius – 6:01
6. Dumb I Sound – 5:49
7. Wordsworth's Ridge – 4:54
8. Belly Button – 0:09
9. Rice Pudding – 2:24
10. A Loverless Bed (Without Remission) – 6:17
11. Godzuki – 0:36
12. Super Sexy Woman – 2:42
13. The Oracle Said Wander – 5:39
14. Happy Birthday – 2:45
15. Jason – 6:10
16. Kill – 4:26
17. Ya Leil – 5:38
18. A Sun Came – 2:11
19. Satan's Saxophones – 2:31